# Mucozo
Mucozo, también llamado Mocozo o Mocoso, fue un cacique aborigen del área de la Bahía de Tampa (Florida) a principios del siglo XVI. Este cacique fue quien aseguró la vida del cautivo español Juan Ortiz, una vez que este logró escapar del cacique Hirrihigua.

## Juan Ortiz e Hirrihigua
Juan Ortiz, natural de Sevilla, fue un marinero español que llegó a la Florida en el año 1528 buscando el rastro de la expedición de Narváez. Cuando su expedición llegó a la bahía de Tampa, siguiendo el rastro de la expedición de Narváez, fue apresado junto a otros tres marineros por el cacique Hirrihigua. Este cacique quiso dar muerte a los españoles por las ofensas recibidas en el pasado por Narváez. Así, dispuso que, uno a uno, los cuatro presos fuesen obligados a correr desnudos mientras se les lanzaban flechas. Sin embargo, el destino quiso que a Juan Ortiz le fuese perdonada la vida debido a que la mujer e hijas del cacique se apiadaron de él e intercedieron en su defensa. Desde entonces, el joven español, de dieciocho años, fue sometido a labores de servidumbre en beneficio de Hirrihigua. Tras un año y medio de esclavitud, torturas e intentos de asesinato frustrados por la mujer e hijas del cacique, este decidió matar de una vez por todas a Juan Ortiz. Para ello, amenazó a su mujer e hijas para que no tratasen de detener sus planes y no advirtiesen al español de su futuro. Sin embargo, una de las hijas desobedeció a su padre y ayudó a Juan Ortiz a escapar, avisándole e indicándole que huyese a los dominios del cacique vecino, Mucozo.

## Mucozo y Juan Ortiz
Cuando el español llegó a los dominios de Mucozo, se presentó de parte de la hija del cacique, de forma que rápidamente fue atendido por el cacique. Mucozo se interesó por la historia del joven y le acogió con suma gratitud. Tras saber de su huida, Hirrihigua trató de hacer que Mucozo le entregase al joven para matarlo, de hecho, el cacique llegó a obsesionarse con él. Aunque intentó convencer a Mucozo de forma insistente, hasta presionándole mediante su propio cuñado, el cacique no cedió. Durante los próximos ocho años y medio, hasta 1538, Juan Ortiz estuvo viviendo con el cacique, siendo siempre atendido de forma excepcionalmente cortés y hospitalaria. En ese periodo de tiempo, sin embargo, vivió siempre amenazado por Hirrihigua.

## Mucozo, el rescate de Juan Ortiz y relaciones entre hispanos y americanos
En ese periodo de tiempo llegó a la isla de Cuba, posesión española ya explorada y colonizada, la información de que había un español llamado Ortiz viviendo con los indígenas en Florida. Esto llegó a oídos de Hernando de Soto, conquistador español y entonces gobernador de Cuba, quien tuvo en consideración ese hecho y decidió tratar de rescatar a Ortiz en su expedición de 1539 de la Florida. Mucozo, conocedor de la inminente partida de Hernando de Soto, informó a Juan Ortiz y le pidió que le devolviese el buen trato recibido explicando a los conquistadores que él no quería enfrentarse ni oponerse a sus planes. Así, cuando Juan Ortiz pudo reencontrarse con españoles, intercedió ante Soto en favor de Mucozo. Este, a su vez, se personó ante los conquistadores y trató de mantener buenas relaciones con ellos, pidiendo que "con el mismo beneplácito [que él había tratado a Ortiz] lo recibiese en su servicio debajo de cuya protección y amparo ponía su persona, casa y estado, reconociendo por principal señor al Emperador y Rey de España y segundariamente a su señoría como capitán general".